# Mikea
De Mikea zijn de bewoners van het Mikea-bos en enkele andere wouden in het westen en zuidwesten van Madagaskar.

## Verspreiding en etniciteit

locatie van het Mikea-bos

De Mikea vormen niet direct een etnische groep, maar vertegenwoordigen meer een eigen levensstijl. Ze leven voornamelijk in het Mikea-bos (Frans: Forêt des Mikea) in de regio Atsimo-Andrefana. De Mikea leven er zo teruggetrokken, dat veel Malagassiërs nog steeds twijfelen aan hun bestaan. Anderen denken dat het bosgeesten zijn.
De Mikea zijn onder te verdelen in twee subgroepen: de Mikea-Vezo en de Mikea-Masikoro. De Mikea-Vezo vinden hun oorsprong in de Vezo, een subgroep van de Sakalava die zich toeleggen op het zeevissen. De Mikea-Masikoro hebben hun wortels in de Sakalava en andere etnische groepen van Madagaskar. Masikoro is een term van de Vezo, die slaat op Sakalava-groepen die landinwaarts leven.
Volgens eigen zeggen moet een Mikea aan een aantal van de volgende zeven criteria voldoen:
1. hij moet de vaardigheden bezitten om voedsel te vinden in het bos;
2. hij moet bekend zijn met het bos;
3. hij moet wonen in het bos;
4. hij moet binding hebben met het bos;
5. hij moet wonen in het Mikea-gebied;
6. hij of zijn voorouders moeten in een Mikea-samenleving geleefd hebben;
7. zijn voorouders moeten van Mikea-afkomst zijn.

De eerste vijf criteria maken het mogelijk voor personen uit alle etnische groepen om een Mikea te worden, zodat het voor een buitenstaander lastig is om een Mikea te identificeren.

## Geschiedenis
De geschiedenis van de Mikea gaat terug tot in de 17e eeuw. Om onder de heerschappij uit te komen van de Sakalava, en later in de 20e eeuw die van de Franse kolonisten, zochten diverse Sakalava hun toevlucht in de loofbossen aan Madagaskars westkust. Door hun vindingrijkheid bleven ze daar, ook toen er geen sprake meer was van belastingen, dienstplicht of andere onderdrukkingen.

## Maatschappij
Veel Mikea dragen niet meer dan een lendendoek. Ze slapen in provisorische onderkomens, soms gemaakt van gras en hout maar vaak niet meer dan een kuil in het zand of de ingang van een termietenheuvel. Er zijn slechts twee Mikea-dorpen bekend, de meeste nederzettingen bestaan uit twee tot zes onderkomens en hebben een populatie van 10 tot 25 personen. 
De voortbrengselen van de bossen waar ze leven vormen van oudsher de bron van voedsel, medicijnen, bouwmaterialen en gereedschappen. Door de houtkap worden deze bronnen echter steeds schaarser, zodat de Mikea steeds vaker andere middelen zoeken om aan geld en levensbehoeftes te komen. Veel Mikea leggen zich tegenwoordig dan ook toe op de landbouw, bosbouw en veehouderij. Bovendien verhuren veel Mikea zich als seizoensarbeiders of vinden ander werk. Verzamelde honing en knollen worden vaak geruild met omliggende Vezo en Sakalava voor vis, zout, kleding, genotsmiddelen, zeep en gereedschappen.

### Voedsel
Het hoofdvoedsel van de Mikea zijn wilde yams en andere knollen, die ze rauw of geroosterd eten. Deze knollen graven ze uit de grond, maar laten altijd een gedeelte van de wortel zitten, zodat hier een nieuwe knol kan groeien. Ongeveer 90 procent van de planten in het leefgebied van de Mikea zijn endemisch, maar de Mikea hebben in de loop van de jaren een grote kennis van deze gewassen ontwikkeld en gebruiken alles wat de natuur er voortbrengt, zoals bessen, noten en honing.
Voor de Mikea-Masikoro zijn tenreks de belangrijkste bron voor eiwitten, voor de Mikea-Vezo zijn dat vissen, krabben, octopussen en zeekomkommers. Ook jagen Mikea op maki's, wilde zwijnen, fretkatten en vleerhonden. Op schildpadden en cicaden na eten de Mikea geen reptielen en insecten. Bij de jacht maken de Mikea gebruik van honden en provisorische netten, blaaspijpen, speren en knuppels. Ze vormen echter geen bedreiging voor de fauna van hun leefgebied, dankzij hun kennis van deze dieren houden ze goed in de gaten dat de wildstand stabiel blijft.

### Planning
Over het algemeen plannen de Mikea weinig op lange termijn en steken vrijwel geen energie in het vervaardigen van boten en het aanleggen van bijenkorven. Wanneer ze voedsel hebben bemachtigd eten ze dit meestal dezelfde dag nog op. Een uitzondering hierop is zijn de voorbereidingen voor het droge seizoen, die de Mikea asotry noemen en duurt van juli tot september. De Mikea drogen van tevoren knollen, zodat ze langer bewaard kunnen blijven en verzamelen water in uitgeholde knollen.

## Religie
Veel missionarissen hebben getracht om de Mikea de leer van het christendom bij te brengen, maar desalniettemin zijn de meeste Mikea animisten. Net als bij de Sakalava is voorouderaanbidding het belangrijkste element in zijn spiritueel gedachtegoed, maar veel Malagassische rituele gebruiken, zoals de tromba (geesten oproepen) en de savatse (besnijdenissen), zijn vreemd voor de Mikea. 
De hoofdgod van de Mikea is Ndranangahary, maar ze hebben ook andere goden, zoals Ndrianabolisy, de god van de jacht. Ook hebben ze heilige bomen, die ze hazofaly noemen (van hazo faly, wat letterlijk 'boom taboe' betekent). Dit zijn meestal tamarindes of baobabs en de Mikea geloven dat deze worden bewoond door koko, de geesten van overleden voorouders. Kruidendokters, ombiasy genaamd, genieten veel aanzien bij de Mikea.

### Fady
Net als bij de meeste Malagassische volkeren kennen de Mikea verschillende fady, een verbod op bepaalde handelingen, voortgesproten uit bijgeloof. De meeste fady van de Mikea betreffen het eten van huisdieren, zo eten sommige clans bijvoorbeeld geen kippen en andere clans geen schapen.

## Cultuur
De Mikea zijn het enige volk van Madagaskar dat de kilangaa kent, een soort xylofoon gemaakt van zeven stukken hout die volgens de traditie bespeeld moet worden met de voeten, door een jong meisje.